# Budai Népszínház
A Budai Népszínház 1861–1864 és 1867–1870 között működött magyar nyelvű teátrum.

## Története
1861. szeptember 14-én a Széchenyi lánchíd budai hídfőjénél nyílt meg, miután Mátyás király egykori lovardáját Gerster Károly és Frey Lajos tervei alapján átalakították. Molnár György alapította. Elsősorban operetteket és olyan népszínműveket játszottak benne, mint Szigligeti Ede: Két pisztoly;  Berczik Árpád: Lidi; Feleky Miklós: Angyal Bandi. Első korszakát a hagyományőrzés és az útkeresés egyaránt jellemezte. Molnár igyekezett feleleveníteni a népszínművi repertoárt, pályázatokat is írt ki új népszínművekre. Kasszasikere inkább csak az olyan európai operettekkel volt, mint Jacques Offenbach: Eljegyzés lámpafénynél, A gerolsteini nagyhercegnő, Franz von Suppé Szép Galathea című művei. Az első magyar operettet Allaga Géza: A szerelmes kántor című alkotását is ők mutatták be. Molnár Az ördög pirulái és a Bem apó hadjárata című darabokkal érte el legnagyobb sikereit. Az eladósodott színház mégis csődbe ment, így 1864-ben be kellett zárni. 1867. június 13-án három éves szünet után újabb korszak kezdődött a színház életében. A befutott darabok bemutatásán olyan fiatal színésztehetségeknek is fellépési lehetőséget adott, mint Blaha Lujza, Jászai Mari, Kassai Vidor, Náday Ferenc, Rákosi Szidi, Solymosi Elek, Szentgyörgyi István vagy Vízvári Gyula.
A színház 1870-ben végleg bezárt, épületét az év szeptember 16-án lebontották.